# فن فلسطيني
الفن الفلسطيني هو مصطلح يستخدم للإشارة إلى اللوحات، والملصقات، والفن، تركيب وسائل الإعلام المرئية الأخرى التي ينتجها فنانون فلسطينيون. وإن استخدم هذا المصطلح أيضا للإشارة إلى الفنون القديمة المنتجة في المنطقة الجغرافية فلسطين، فهو يشير في استخداماته الحديثة عموما إلى أعمال الفنانين الفلسطينيين المعاصرين التي تعبر عن بنية المجتمع الفلسطيني، ويمتد مجاله في أربعة مراكز جغرافية رئيسية هي: الضفة الغربية وقطاع غزة، إسرائيل؛ الشتات الفلسطيني في العالم العربي وأوروبا والولايات المتحدة. الفن الفلسطيني المعاصر يجد جذوره في الفنون الشعبية والرسوم المسيحية والإسلامية التقليدية الشعبية في فلسطين على مر العصور. وقد سادت بعد النكبة عام 1948 الموضوعات السياسية الوطنية، واستخدام الفنانون الفلسطينيون وسائل الإعلام المختلفة لاستكشاف علاقتهم بالهوية والأرض والتعبير عنها.

## سياسة

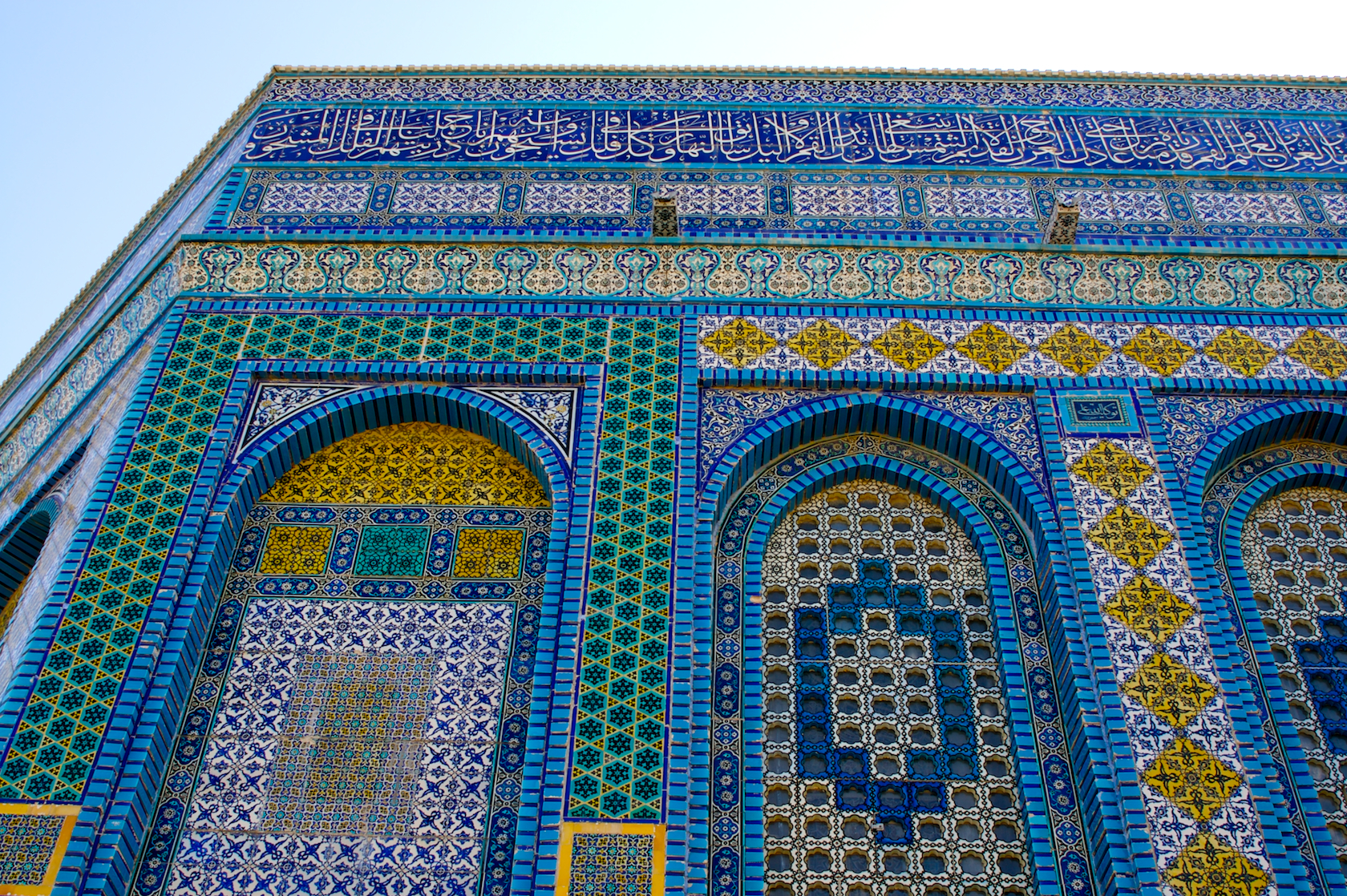
قبة الصخرة فن الفسيفساء

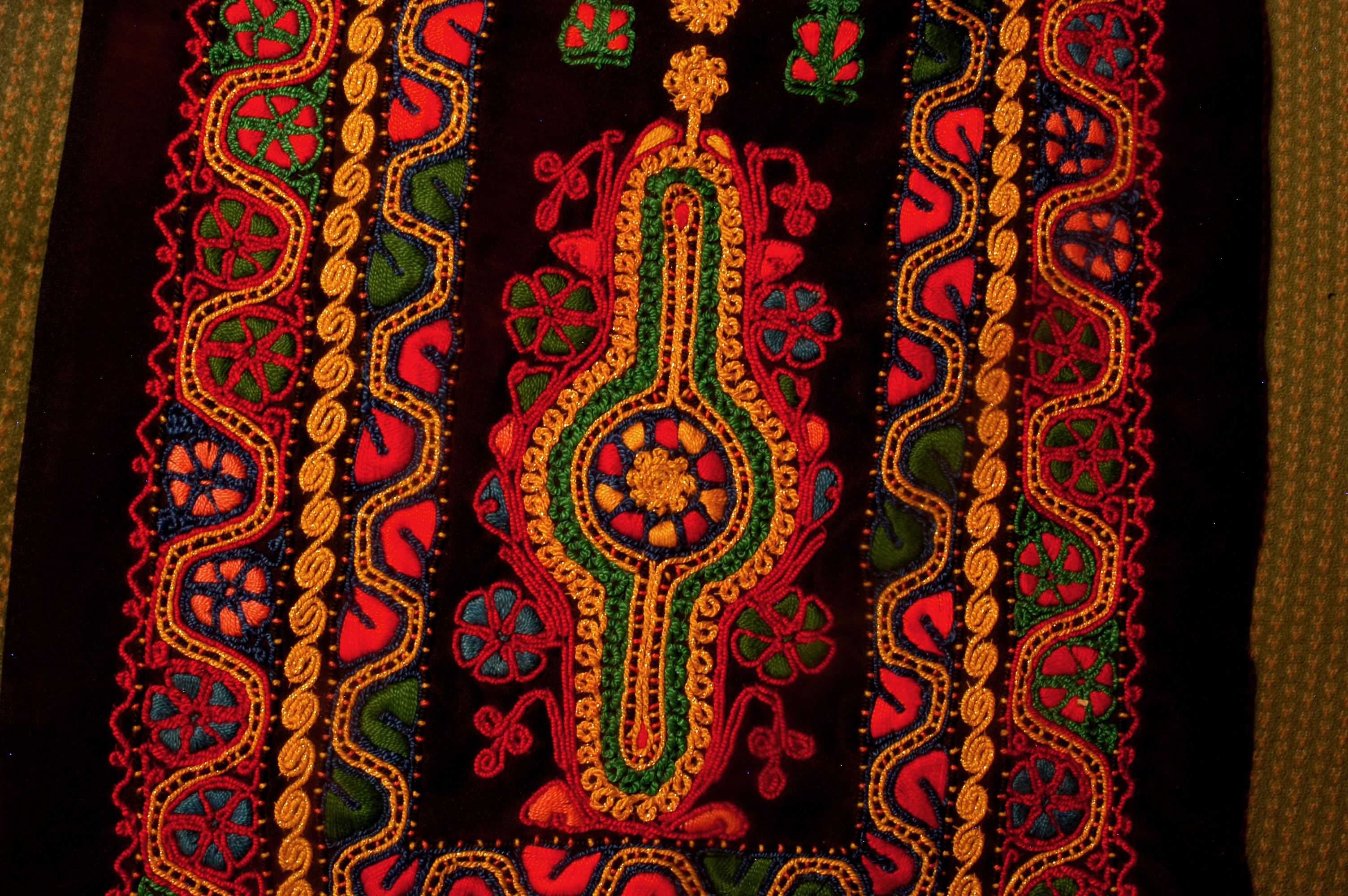
غرزة اصفا الحديث من بيت جالا التي تستخدم عادة على لوحات من ملك فستان الزفاف.

معظم الفنانين الفلسطينيين قبل النكبة قبل عام 1948، يقومون بالرسم المناظر الطبيعية ومشاهد دينية وذلك تقليدا للنمط الأوروبي. كانت المعارض الفنية في هذه الحقبة تضم العديد من الفنانين المشهورين امثال الفنانين خليل حلبي، نهيل بشارة وفضول عودة وجمال بدران (1909-1999)، وهو فنان رائد في الطراز الإسلامي، وصوفي حلبي التي درست في فرنسا وإيطاليا قبل أن تعود للتدريس في كلية شميدت للبنات.
وكان نقولا الصايغ (1863-1942) من أكثر الفنانين المهتمين بإظهار البعد السياسي في فنه. في حين أن معظم الفنانين الآخرين كانو يستخدمون المواضيع الدينية والقضايا الغير مثيره للجدل، وكان فن الصايغ يعتبر مغامرة. لإدخال عالم عالم السياسة في الفن. مثل موضوع الخليفة عمر في القدس عام 1920 على سبيل المثال، وقد قام هذا العمل بإعادة طرح القصة الدينية الشعبية القديمة عن عمر بن الخطاب ودخوله القدس دون سفك دماء والدعوة إلى الإسلام لعدة قرون بين الشعوب المسيحية واليهودية في المنطقة. ومع ذلك، اعتبر الكثير من الفلسطينيين ان هذا العمل يدعم سياسات الانقسام التي يلجأ إليها البريطانيين خلال فترة الاحتلال ومحاولة خلق فتنه بين المسلمين والمسيحيين العرب.
بعد عام 1948، إسماعيل شموط، ناجي العلي، مصطفى الحلاج، عبد الحي مسلم، بول غيراغوسيان تناول الفن العديد من الموضوعات السياسية الواضحة ومنها، الذكريات المؤلمة من النكبة تظهر المجازر واللاجئين. وركز آخرون أمثال صوفي حلبي، إبراهيم غنام، وجوليانا سيرافيم أكثر على موضوعات الهوية والتقاليد الثقافية الفلسطينية بما في ذلك، الجغرافيا الطبيعية، ونظرة سريالية خيالية عن الطفولة.
وفقا لرأي طال بن تسفي، إن الفنانين الفلسطينيين بعد عام 1948 يقيمون في أربعة أقاليم جغرافية وليس لديهم كليات الفنون. وهذا لأن الفنون تقوم على القومية والوطنية ومعاهد الفنون. وقال أيضا أن الفن الفلسطيني يقوم بشكل رئيسي على الفنانين الذين يناقشون فكرة الهوية.

## مواضيع

### المكان

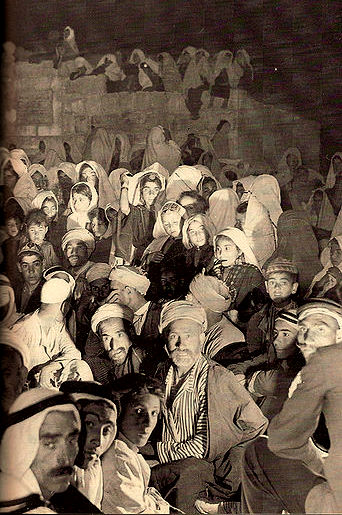
القرويين في حلحول في الهواء مفتوح السينما الفرز ج. 1940

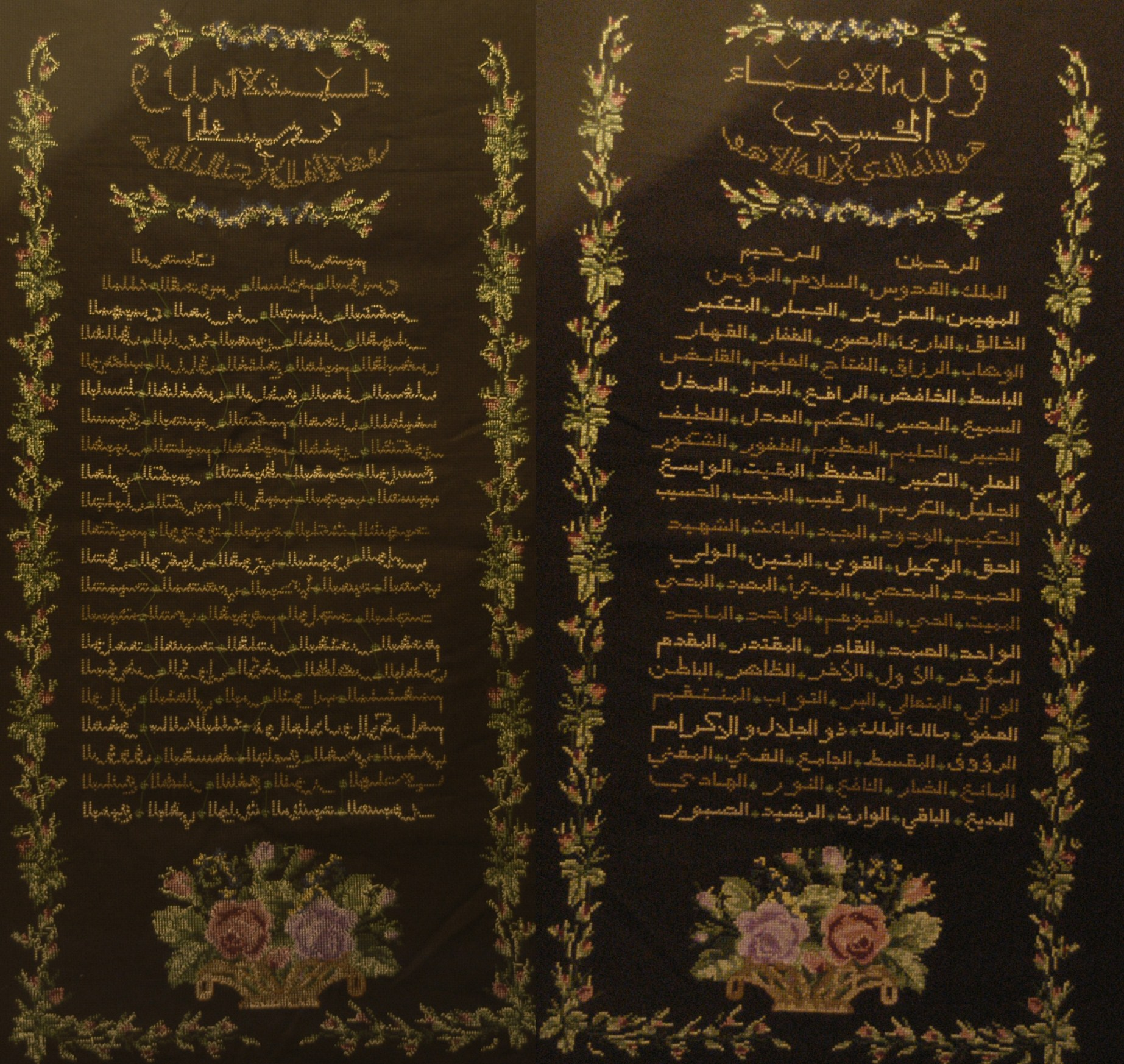
أسماء الله، غرزة مصلبة. رام الله 2006

أعتبر الفنان الفلسطيني والمؤرخ الفني كمال بلاطة فكرة «مكان» فكره رئيسية في الفن الفلسطيني طوال تاريخه، عنصر المكان يعد هو المحرك الأساسي للفن الفلسطيني. من حيث القرب والبعد من الوطن الفلسطيني وعلاقته بالمكان الحالي الذي يعيش فيه.
وذلك يتضح من خلال الفن الذي ظهر في العقود الأولى التي تلت عام 1948، فنجد أن الفنانين الذين يعيشون في فلسطين يقدمون فنا رمزيا، في حين أن الذين يعيشون خارج الوطن قدموا فنا تجريديا إلى حد كبير. قبل عام 1948، كانت القدس هي الموضوع الأهم في الفن. بعد عام 1948، أصبحت الموضوعات الأكثر أهمية هي ذاكرة المكان والمسافة من الوطن. وأصبح موضوع الذاكرة الثقافية، والوطن يكبر معهم ويتكرر حتي للفنانين الذين ولدوا ونشأوا في أرض الاحتلال كأغراب في أرض أجدادهم.

### الرموز
الرموز الرئيسية الثابتة عند الفنان الفلسطيني تتمثل في المفاتيح والأبواب. وبالمثل شجرة الصبار. وذلك حسب رأي الفنانة الفلسطينية ومؤرخة الفن سامية حلبي، هو من «فن التحرير»، وهو الفن الذي نتج عن المرحلة الثورية من المقاومة الفلسطينية التي بدأت في أواخر 1960، واستمر خلال الانتفاضة الأولى، «ويتم فيه استخدام صور الأشياء الموروثة داخل الثقافة الشعبية الفلسطينية -. مثل استخدام الحصان كرمز للثورة، وآلة الفلوت لتدل على لحن من المقاومة المستمرة. واستخدام فكرة الزفاف لتدل على معنى القضية الفلسطينية وحق العودة. جاءت الشمس على أنها تعني الحرية. جاءت بندقية مع حمامة على أنها تعني أن السلام سوف يأتي بعد الكفاح من أجل التحرير. هناك فنانون استخدموا ألوان العلم، وأنماط من التطريز، وسلاسل، الخ ومشاهد قرية، واللباس القرية، وسجين، قضبان السجن. كانت هناك موضوعات خاصة فيما يتعلق شهيد. الأولى كانت هناك صور المعمم للشهيد وكذلك صورا لأفراد معينين الذين قتلوا على أيدي الإسرائيليين. واستند النموذج الثاني على مجموعة من الرموز التي تمثل حياة المتوفى في المنزل أو القبر».

### الصبار في الفن الفلسطيني
تم استخدام الصبار في الفن الفلسطيني منذ بداية الإعلان عن إسرائيل. وكان الفلسطينيون يستخدمونه كرمزا وطنيا خاصا بهم، باعتباره تجسيدا على فكرة نزع الملكية الخاصة بهم وطني (انظر، على سبيل المثال، النسخة العربية من الشوك البري سحر خليفة للسفر، على لقب عربي من وهو ما يترجم حرفيا كما الصبار). وكان يستخدم التين الشوكي والصبار كوسيلة لتحديد الحدود الإقليمية في قرى الفلاحين، وذلك خلال عام 1920. وكانت هذه الشجرة الشائكة رمزا للهوية الإسرائيلية. ظهر في رسومات نقولا الصايغ في هذه الحقبة أيضا الصبار  رمزا للتحدي الفلسطيني والصمود. وأدخله القرويين في أغنية الرقص احتجاجا على وعد بلفور عام 1917 مع عبارة «- العين، وتكون شجرة الصبار!».

## الفن الفلسطيني المعاصر

### الحداثة في الفن الفلسطيني

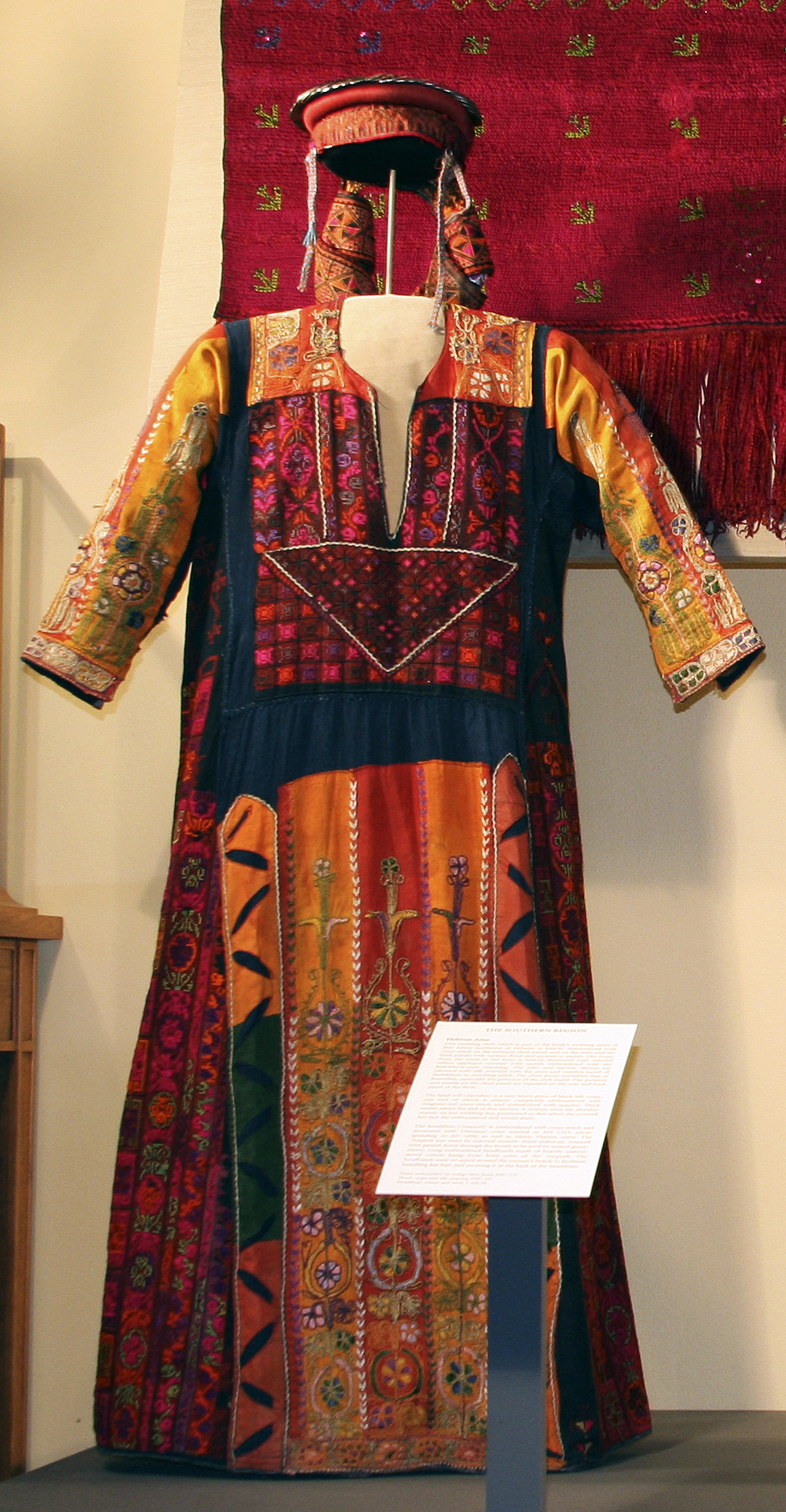
ملابس الزفاف العروس من بيت جبرين في معرض في معهد الدراسات الشرقية، شيكاغو.

على الرغم من أن فكرة النضال الفلسطيني والمقاومة هو مصدر الإلهام الأكبر عند الفنان الفلسطيني، إلا أن الفن الفلسطيني الحديث قام بإحياء هذا الفن بطريقة جديدة وحدود جديدة للتمثيل والإبداع. وتحد جديد لفهم الجمهور الدولي للفنون والرواية الفلسطينية.

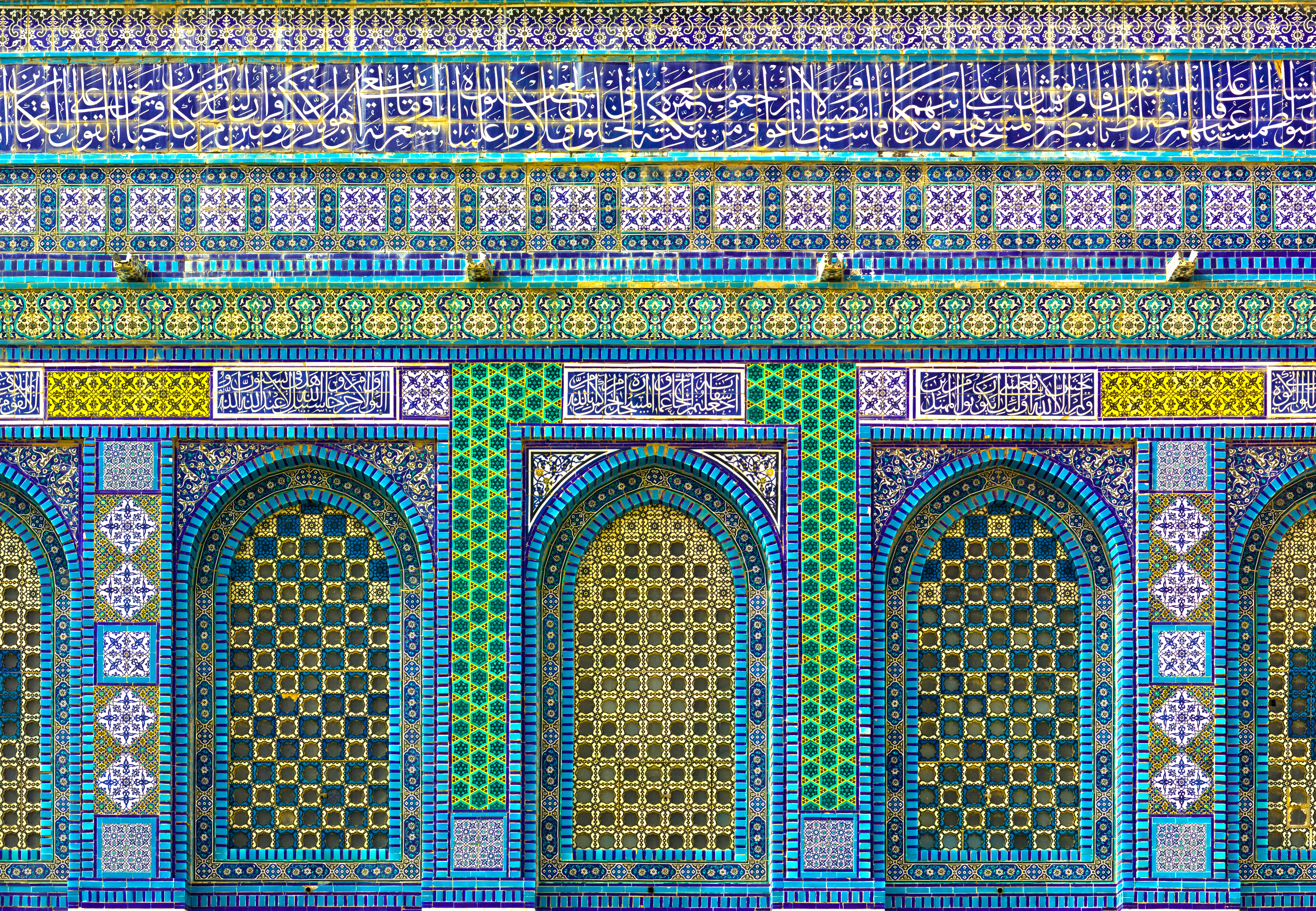
مسجد قبة الصخرة من الخارج.

### الرواية الفلسطينية من خلال الفن
من الأفكار الرئيسيه والأساسية في الرواية الفلسطينية فكرة الصراع الإسرائيلي الفلسطيني ويتطرق إليه الفنان الفلسطيني بهدف التأثير ومحاولة تقديم العناصر الاجتماعية، والثقافية، والسياسية للناس. ومحاولة مساهمة الفن في هذه الفكرة.
ظهر ما يسمى بـ«فن تحرير فلسطين» وقد أرادوا منها توصيل رسالة سياسية عبر وسائل الإعلام المرئي عن الفن الفلسطيني وعن أرض فلسطين التاريخية. تعرض الفنان الفلسطيني مثل أي شريحة أخرى من المجتمع الفلسطيني في الأرض الفلسطينية المحتلة إلى التدمير والتهجير من منطقة إلى أخرى ويعاني الفنان الفلسطيني من الابتزاز الإسرائيلي مثل مصادرة العمل الفني، رفض ترخيص منظمات الفنانين وحرق قاعات المعارض، والمراقبة، الاعتقالات. الفنان الفلسطيني لا ينتقد حصرا الاحتلال الإسرائيلي، فإنه يتحدث أيضا من إهمال الدول العربية، والعالم بأسره من نضالهم. ويظهر ذلك في رواية قصيرة للكاتب الشهير الفلسطيني غسان كنفاني، "رجال في الشمس"، ويتحدث عن النضال الفلسطيني وإهمال مذهل من المجتمع الدولي تجاه قضيتهم.

### المعارض والمتاحف الفلسطينية
المتحف الفلسطيني
المتحف الفلسطيني الذي تم إنشاؤه حديثا سيكون المتحف الرئيسي في فلسطين وسيكون مخصصا لعرض الفن والثقافة الفلسطينية. ويخطط أيضا لاستضافة مجموعة متنوعة من الفعاليات مثل المعارض والبرامج التعليمية والبحثية، والأحداث الثقافية. يقع في بيرزيت ويبعد 14 كم من مدينة رام الله شمالا. وسوف يتم إدارته من قبل المنسق الفلسطيني الشهير جاك برسكيان.
متحف المقتنيات التراثية والفنية في جامعة بيرزيت
متحف المقتنيات التراثية والفنية في جامعة بيرزيت هو متحف دائم يعرض الأزياء الفلسطينية، ويعرض أيضا مجموعة من الفنون الرائدة في الأراضي الفلسطينية.
وتهدف هذه المعارض إلى تعزيز الفنون البصرية وذلك من خلال التدريب وورش العمل التعليمية.
مؤسسة المعمل للفن المعاصر

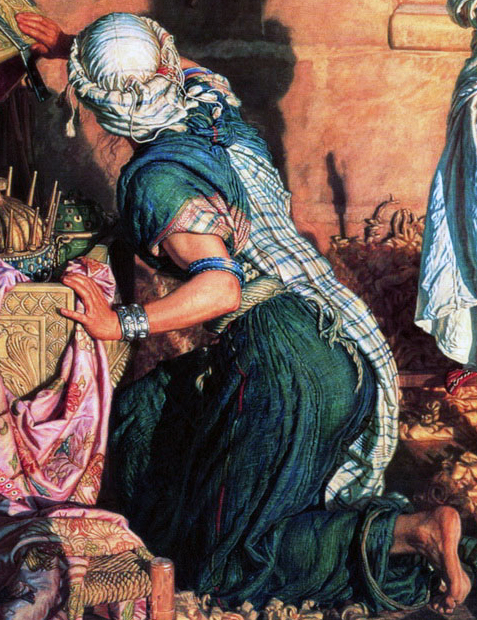
ظل اللوحة الموت من قبل ويليام هولمان هنت، 1871، والتي تبين أن الرقم يمثل مريم أم يسوع مرتديا ثوب المرأة الفلسطينية اليومية منسوجة يدويا النيلي مصبوغ بأكمام مدببة تعادل في الخلف.

تأسست مؤسسة المعمل في عام 1998 كشركة تطوير عمل معرض أنديل، التي بدأت في عام 1992. تم تأسيسها من قبل مجموعة من الفنانين الفلسطينيين الذين وذلك بهدف تعزيز المشهد الفني الفلسطيني. كان أنديل أول معرض مستقل في فلسطين. يستضيف معرض الفنانين الفلسطينيين من الشتات بعضهم لم يزر فلسطين أبدًا. يشاركون في هذه الأنشطة الفنية كسياح يحملون جوازات سفر أجنبية. المعمل يركز على المشاريع مع الشباب والنساء. المعمل هي كلمة معنى ورشة عمل عربي أو مصنع صغير. أعطيت اسم لأن من المنزل الأولي من الأساس الذي كان في مصنع صغير في مدينة القدس القديمة التي بنيت في عام 1900.

### مؤسسات الفن المعاصر الفلسطيني
الجمعية الفلسطينية للفن المعاصر
هي منظمة غير حكومية ولا تهدف الي الربح وتعمل بشكل رئيسي في مجال الفنون البصرية. أنشئت من قبل مجموعة من الفنانين والأفراد الفلسطينيين المهتمين بتطوير مجال الفنون البصرية في فلسطين. ومهمتها هي إدماج الثقافة الفلسطينية والعربية مع الثقافات العالمية في الخارج. أنبثقت منها جمعية الأكاديمية الدولية للفنون في رام الله، وتعمل أيضا على إنشاء مشاريع أخرى. يعتقد القائمون على هذه الجمعية في أن الفن والثقافة تلعب دورا رئيسيا في تحقيق الحلم الفلسطيني في الحرية وتقرير المصير. وتضم الجمعية مجموعة من الأعضاء المميزين مثل: أحمد كنعان، حسني رضوان، تيسير بركات، نبيل العناني، منذر جوابرة، أحلام الفقيه، ودينا غزال.
فن فلسطين الدولي
هي منظمة ثقافية مقرها نيويورك وهي متخصصة في الفن الفلسطيني المعاصر. وتقوم أنشطتها علي التعاون مع المتاحف والمعارض، والمنظمات غير الحكومية لتنظيمى الأحداث والمعارض والمنشورات عن الفن الفلسطيني المعاصر. وتضم المنظمة مجموعة من الفنانين ومنهم لاريسا صنصور الرئيسية وأيضا، خليل رباح، شريف واكد، تيسير البطنيجي، وفاء حوراني، وشادي حبيب الله.
 الأكاديمية الدولية للفنون بفلسطين

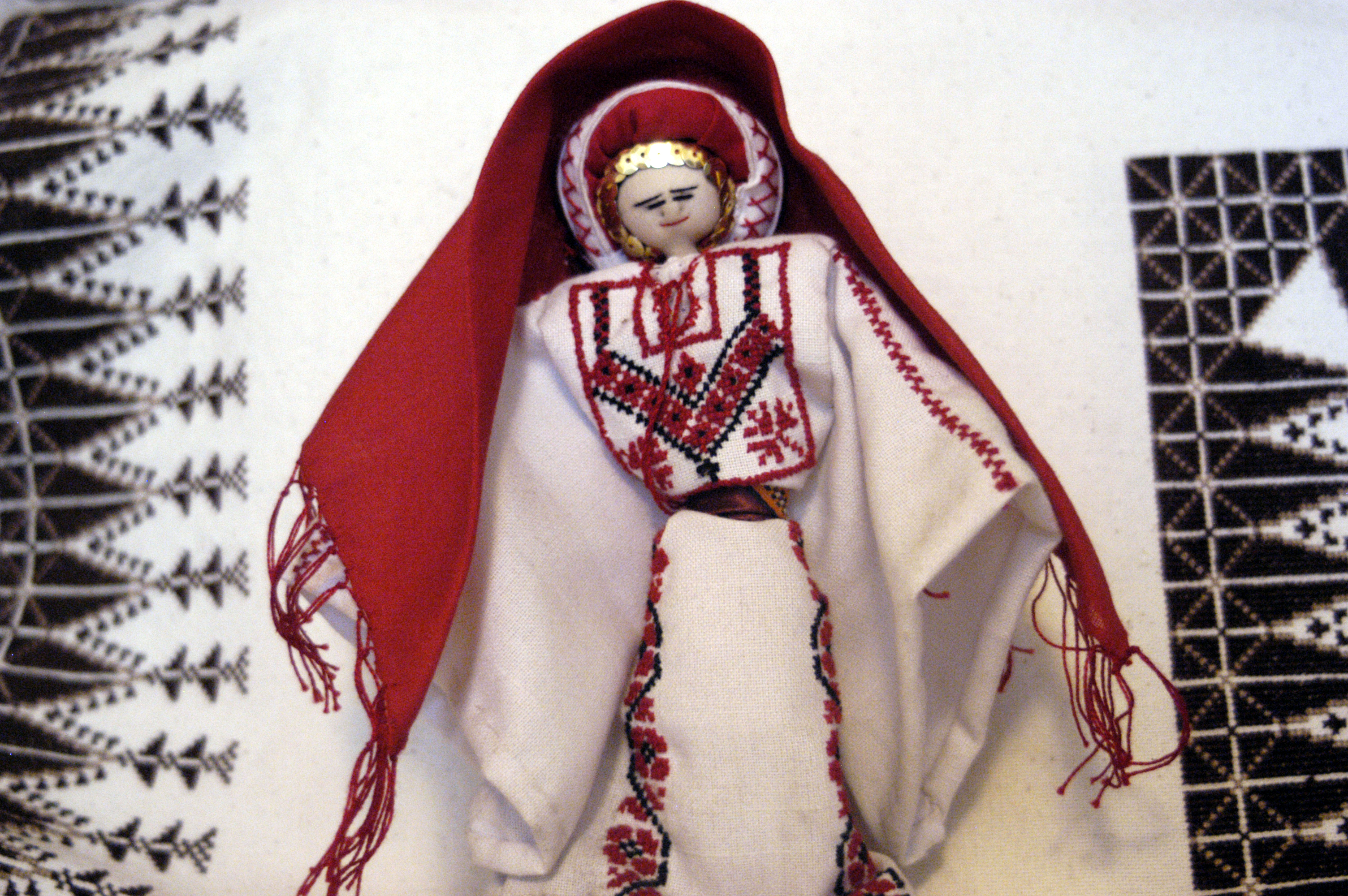
دمية في ثوب الزفاف نموذجية من منطقة رام الله شعبية قبل عام 1948. الذي أدلى به مشروع جمعية الشابات المسيحيات في الجلزون عام 2000.

هو مؤسسة فلسطينية، والتي تتخصص في برامج التعليم العالي في مجال الفنون البصرية. الأكاديمية تمنح الأكاديمية شهادة البكالوريوس في الفنون البصرية المعاصرة، وتقوم بتقديم مجموعة من البرامج التعليمية لمرحلتي البكالوريوس والماجستير، وتوفر الأكاديمية للفلسطينيين الفرصة لتطوير مواهبهم والإبداع. والهدف منها هو تطوير جيل جديد من الفنانين الفلسطينيين قادر على مواجهة مع التحديات المعاصرة ومدرك لاساليب الممارسة الفنية على المستوى المحلي والمستوى الدولي. تحرص الأكاديمية أيضا على الحفاظ على الذاكرة الجماعية والتاريخ الفلسطيني، والهوية من خلال التعليم والأنشطة الإبداعية. الأكاديمية تستضيف مجموعة من الطلاب الدوليين، والفنانين، والمحاضرين الزائرين من خلال برامج التبادل والخمسين. وقد تم تمويل الأكاديمية من قبل وزارة الشؤون الخارجية النرويجية خلال السنوات الأولى من فترة 2006-2009.
بيكاسو في فلسطين
يعد أهم انجاز للأكاديمية الدولية للفنون هو تعاونها مع الهولندي فان أبيموسيوم في ايندهوفن في جلب لوحة بيكاسو إلى فلسطين في يوليو، 2011. استغرق الأمر عامين من التخطيط حتى وصلت لوحة «بوست دي فام» إلى رام الله في الضفة الغربية. هي لوحه من الفن التكعيبي لامرأة رسمت في عام 1943 مع قيمة $ 7.2M. [23] «بوست دي فام» حيث يتم عرضها على الجمهور الفلسطيني ويرها الفلسطينيون. أن لوحة بيكاسو جعلت من خلال بروتوكولات واتفاقات السلام، ونقاط التفتيش وذلك لإثبات مقولة بيكاسو: لم يتم الطلاء لتزيين المنازل، بل هي أداة الحرب الهجومية والدفاعية ضد العدو.

## الفنانون الفلسطينيون في فلسطين

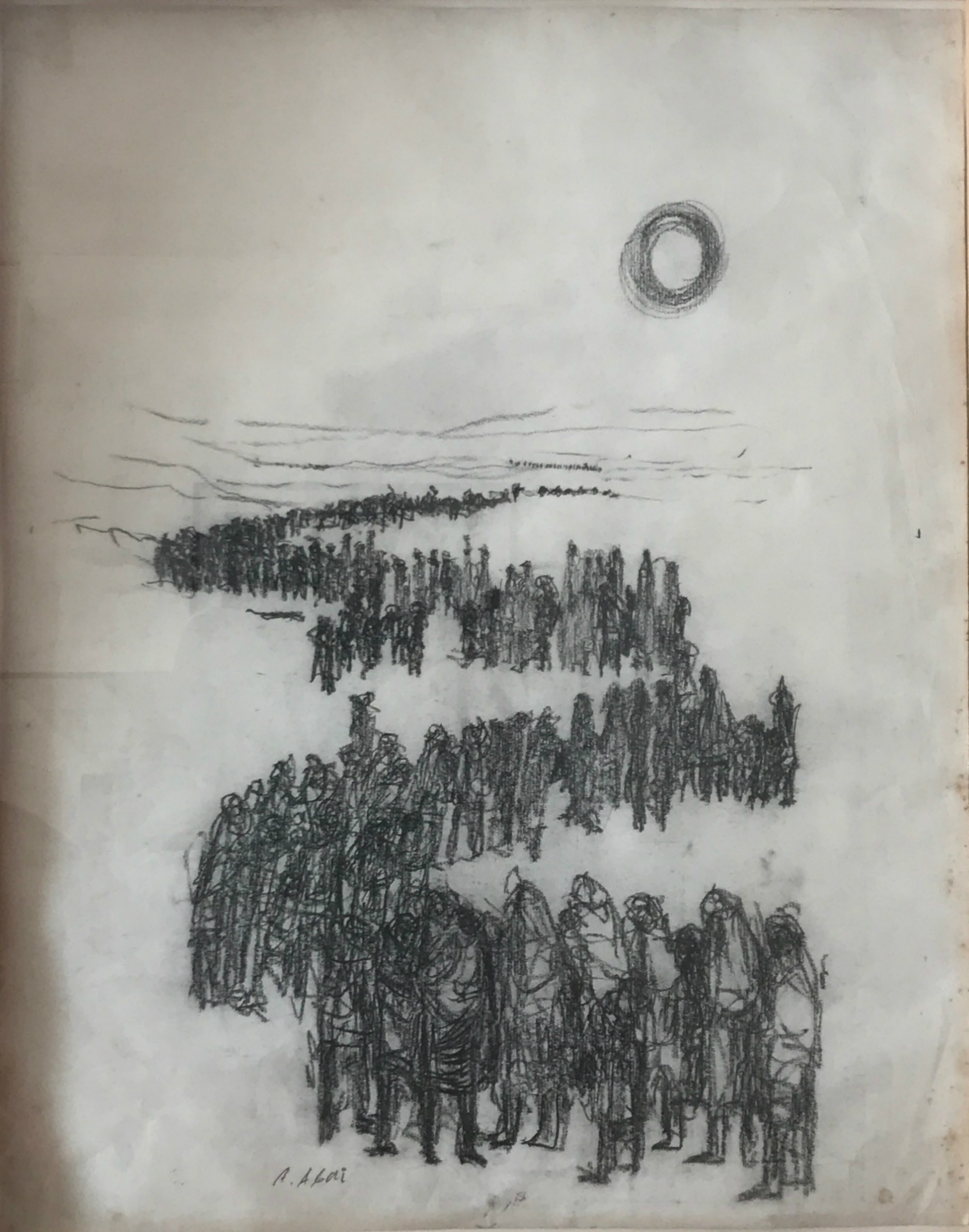
الفرار... من المجزرة عبد عبدي ، 1976

هناك فرق كبير بين الفنانين الفلسطينيين خارج الخط الأخضر ومن يطلق عليهم اسم "الفنانين الفلسطينيين في 48". ينقسم الفنانون المولودون بعد عام 1948 عادة بين الرسامين والنحاتين الأكبر سنا الذين عملوا خلال السبعينيات والثمانينيات والجيل الأصغر من الفنانين الذين أصبحوا ناشطين في التسعينيات. يتألف الجيل الأول الأكبر سناً من حوالي عشرين رساماً ونحاتاً ولدوا في فترة الحكم العسكري للأقلية العربية الإسرائيلية (1948-1966) والذين درسوا الفن في إسرائيل والخارج في السبعينيات والثمانينيات. ومن بينهم فنانون مثل سعاد نصر مخول وتيريز نصر عزام وإبراهيم نوباني وعابد عابدي الذي يعتبر الأخير رائداً في الحركة الفنية العربية الإسرائيلية. أصبح الجيل الأصغر من الفنانين نشطًا بعد اتفاقيات أوسلو ويبلغ عددهم الآن أكثر من 200 خريج من مدارس الفنون الذين يعملون بشكل رئيسي على إنشاء التركيبات والتصوير الفوتوغرافي وفن الفيديو والعروض. وقد شهد العقد الماضي زيادة ملحوظة في عدد الطلاب الفلسطينيين في الأكاديميات الفنية الإسرائيلية مثل أكاديمية بتسلئيل للفنون والتصميم. هشام زريق وأحلام شبلي وسامي بخاري ورضا أدون وأشرف فواخري وأحلام جمعة وجمانة إميل عبود وأنيسة أشقر هم فنانون فلسطينيون معظمهم من خريجي مدارس الفنون في إسرائيل ويشكلون جزءًا من جيل كامل من الفلسطينيين مواطني إسرائيل المولودين بعد عام 1967.
تشكل قضية الهوية للمواطنين الفلسطينيين في إسرائيل موضوعًا رئيسيًا ذا أهمية في العمل الفني المنتج. ويصف عزمي بشارة هذه الهوية بأنها :
ومن الناحيتين التاريخية والنظرية فإن العرب في إسرائيل هم جزء من الشعب العربي الفلسطيني. وقد تشكل تعريفهم كـ "عرب إسرائيل" بالتزامن مع ظهور قضية اللاجئين الفلسطينيين وإقامة دولة إسرائيل على أنقاض الشعب الفلسطيني. وهكذا فإن نقطة الانطلاق التي كتب منها تاريخ الفلسطينيين في إسرائيل هي نفس النقطة التي نشأ فيها تاريخ الفلسطينيين خارج إسرائيل. لا يمكن الإشارة إلى جنسية أو مجموعة وطنية تسمى "العرب الإسرائيليين" أو "عرب إسرائيل".
ويقترح بن تسفي أن هذا التعريف يحدد الجدلية التي تدعم هوية هذه المجموعة من الفنانين الذين قاموا بتحديدهم "من ناحية كجزء من نظام ثقافي فلسطيني واسع ومن ناحية أخرى بطريقة مختلفة باعتبارهم الأقلية الفلسطينية في إسرائيل".
وتتجلى قضية الهوية بشكل واضح في أحد أعمال الفنان الفلسطيني رأفت حطاب من يافا. كان عرض الفيديو "بدون عنوان" جزءًا من معرض "رجال في الشمس" في متحف هرتسليا للفن المعاصر في عام 2009. في العمل يظهر رأفت حطاب وهو يسكب الماء في دلو ليسقي شجرة زيتون لفترة طويلة وهي علامة على الجنة المفقودة قبل عام 1948. يبدأ المشهد بأغنية " حب" للفنان اللبناني أحمد قعبور والتي تعبر عن الحاجة للتضامن الفلسطيني. تكرر الجوقة عبارة "لقد تركت مكانًا" ويبدو الأمر كما لو أن الفيديو يتعامل مع الذاكرة. ولكن عندما تبتعد الكاميرا يدرك المشاهد أن حطاب وشجرة الزيتون تقفان في الواقع في وسط ميدان رابين وهو مكان رئيسي في تل أبيب وأن الماء المستخدم في سقي الشجرة يأتي من النافورة القريبة. "في منشآتي أظهر بهويات مختلفة تتحد لتشكل هويتي أقلية فلسطينية في إسرائيل وأقلية مثلية في الثقافة الفلسطينية" كما يوضح رأفت حطاب في مقابلة مع مجلة "سيتي ماوس" في تل أبيب.
إن تركيز عاصم أبو شقرة على نبات الصبر (صبار التين الشوكي) في لوحاته هو مثال آخر على مركزية الهوية وخاصة تجاه نظيرتها الإسرائيلية في الفن الفلسطيني. يكتب تال بن تسفي أن أبو شقرة هو واحد من الفنانين الفلسطينيين القلائل الذين نجحوا في دخول شريعة الفن الإسرائيلي. رسم أبو شقرة لوحات مختلفة تصور الصبر وهو رمز للنكبة الفلسطينية ورمز للإسرائيلي الجديد وأثار عمله جدلاً في الخطاب الفني الإسرائيلي حول صورة الصبر في الثقافة الإسرائيلية وحول مسائل الاستيلاء الثقافي وملكية هذه الصورة.
يزعم مؤرخ الفن الإسرائيلي جدعون أوفرات أن فهم الفن الفلسطيني يتطلب الإلمام بتعقيدات الثقافة واللغة والتاريخ الفلسطيني وبالتالي فإن محاولات نقاد الفن الإسرائيليين لتحليل الفن الفلسطيني محكوم عليها بالفشل.
سعاد نصر (مخول) رسامة فلسطينية تعيش في حيفا هي فنانة معروفة جدًا، وتتناول معظم أعمالها المرأة من وجهة نظر عالمية. سعاد هي أيضًا مخططة مدن ومناطق وكانت أعمالها الفنية المبكرة مستوحاة من بقايا الأحياء العربية الفلسطينية القديمة المهدمة وعبرت عنها بقوة في أعمالها بالإضافة إلى سلسلة كبيرة من الأعمال الوثائقية : لوحات ونقوش ورسومات للمباني والأحياء التاريخية في حيفا ومدن أخرى حيث عبرت عن التصميم الحضري والدوافع المعمارية المهمة. تعبر لوحاتها الحالية بشكل رئيسي عن المشاعر والعواطف العالمية للمرأة من خلال لغة الجسد والتفاعل مع الطبيعة حيث تحاول أن توضح كيف تتضمن القيمة الجمالية في علاقتنا بالطبيعة وصفاتها الجمالية البيئية مثل التنوع والتعدد والانسجام. في أعمالها الأكريليكية تستخدم في الغالب ورقًا معاد تدويره وصديقًا للبيئة للرسم عليه والذي يتمتع بتأثير نسيجي خاص وكجزء من مناقشاتها حول حماية البيئة.

## المعارض

### المتاحف

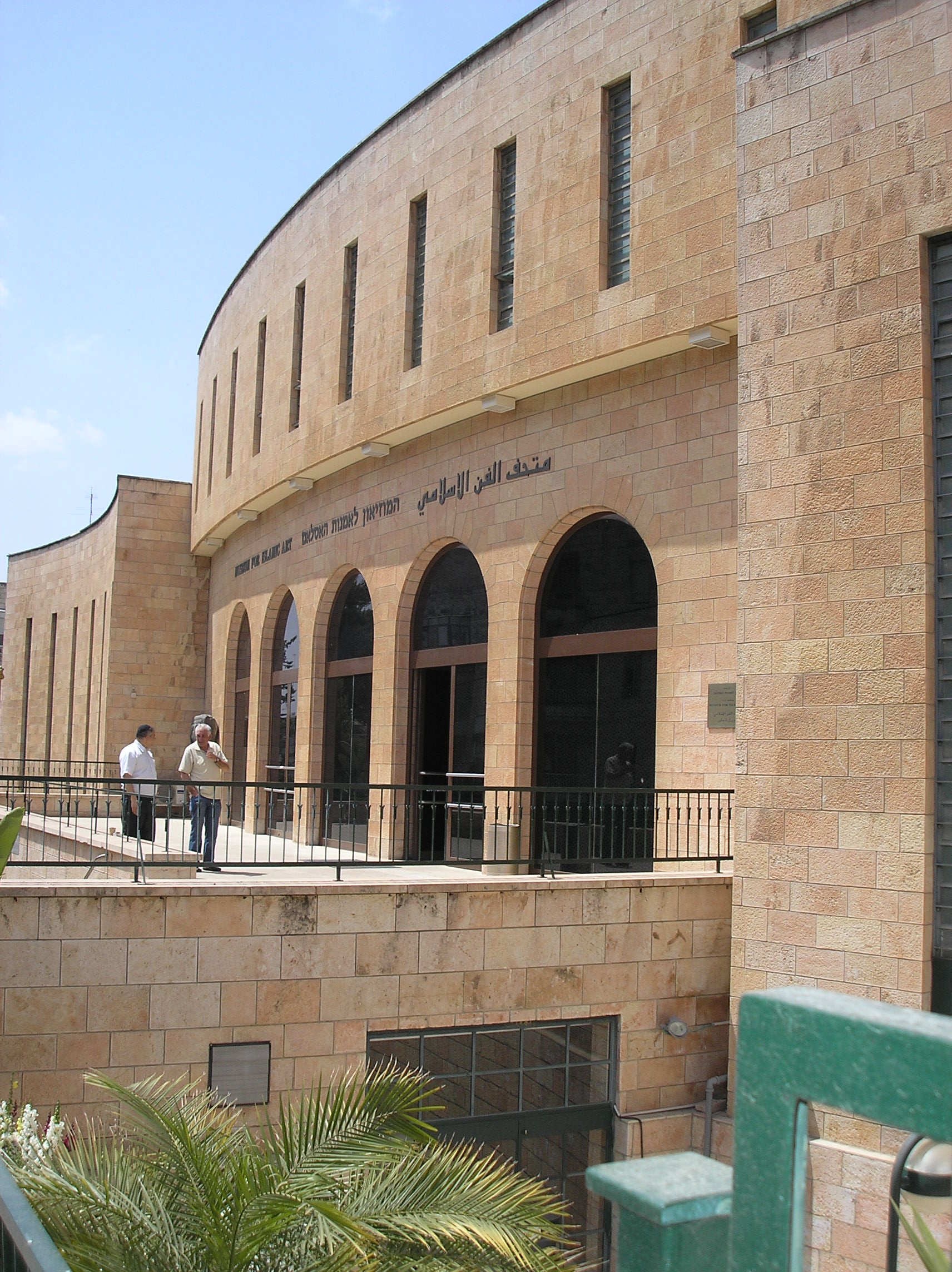
معهد لوس أنجلوس ماير للفن الإسلامي

في عام 2008 قدم معهد إل إيه ماير للفن الإسلامي في القدس وهو متحف مخصص بشكل رئيسي للآثار والأعمال الإثنوغرافية أول عرض للفنانين المعاصرين العرب المحليين في متحف إسرائيلي عام. وكان هذا أيضًا أول معرض في متحف إسرائيلي قاموا بتنظيمه من قبل أمين المتحف العربي فريد أبو شقرة.
يتناول موضوع المعرض "المراسلات" الوضع المعقد الذي يعيشه المواطنون العرب في إسرائيل. يمكن اعتباره انعكاسًا للثقافات المختلفة التي يتعرض لها الفنانون العرب في إسرائيل والتأثيرات الغربية والتقاليد العربية والحياة اليهودية والقضية الفلسطينية والبحث عن هوية مناسبة. مع أن الأعمال الفنية المعروضة ليست كلها سياسية إلا أن العديد منها يشير إلى تجارب جماعية للشعب الفلسطيني حيث تظهر القرى العربية المفقودة والمناظر الطبيعية المقسمة وبالتالي تستحضر النكبة. بالإضافة إلى الصراع الإسرائيلي الفلسطيني فإن بعض الأعمال تتساءل عن التقاليد والعادات داخل الثقافة العربية من خلال التعامل مع الجنس والخرافات.
وبحسب مديرة المتحف اليهودية الإسرائيلية راشيل حسون كان من الصعب إلى حد ما جمع الأموال للمعرض بين المجتمعات اليهودية أو الإسلامية أو العربية. وفي صحيفة الفن نقلت عنها : "بالنسبة للعرب نحن لسنا عربًا بما فيه الكفاية وبالنسبة لليهود نحن لسنا يهودًا بما فيه الكفاية."
في صيف عام 2009 أقام متحف هرتسليا للفن المعاصر معرض "رجال في الشمس" الذي يعرض أعمالاً فنية لـ13 فناناً فلسطينياً معاصراً يعيشون ويعملون في إسرائيل. اسم المعرض مستعار من رواية غسان كنفاني التي تحمل نفس العنوان. نظم المعرض من قبل الفنانة والمهندسة المعمارية الفلسطينية حنا فرح-كفر برعم ومؤرخة الفن الإسرائيلية اليهودية تال بن تسفي. كان الفنانون المشاركون من أجيال مختلفة واستخدموا تقنيات مختلفة من الرسم إلى المنشآت الفيديوية والهندسة المعمارية. كان الموضوع الرئيسي للمعرض هو الموقع والإقليم. وتتناول معظم الأعمال الشعور بالانتماء إلى الأراضي الفلسطينية ويستحضر بعضها حق العودة أو تتناول التاريخ المنسي لأماكن مثل يافا.

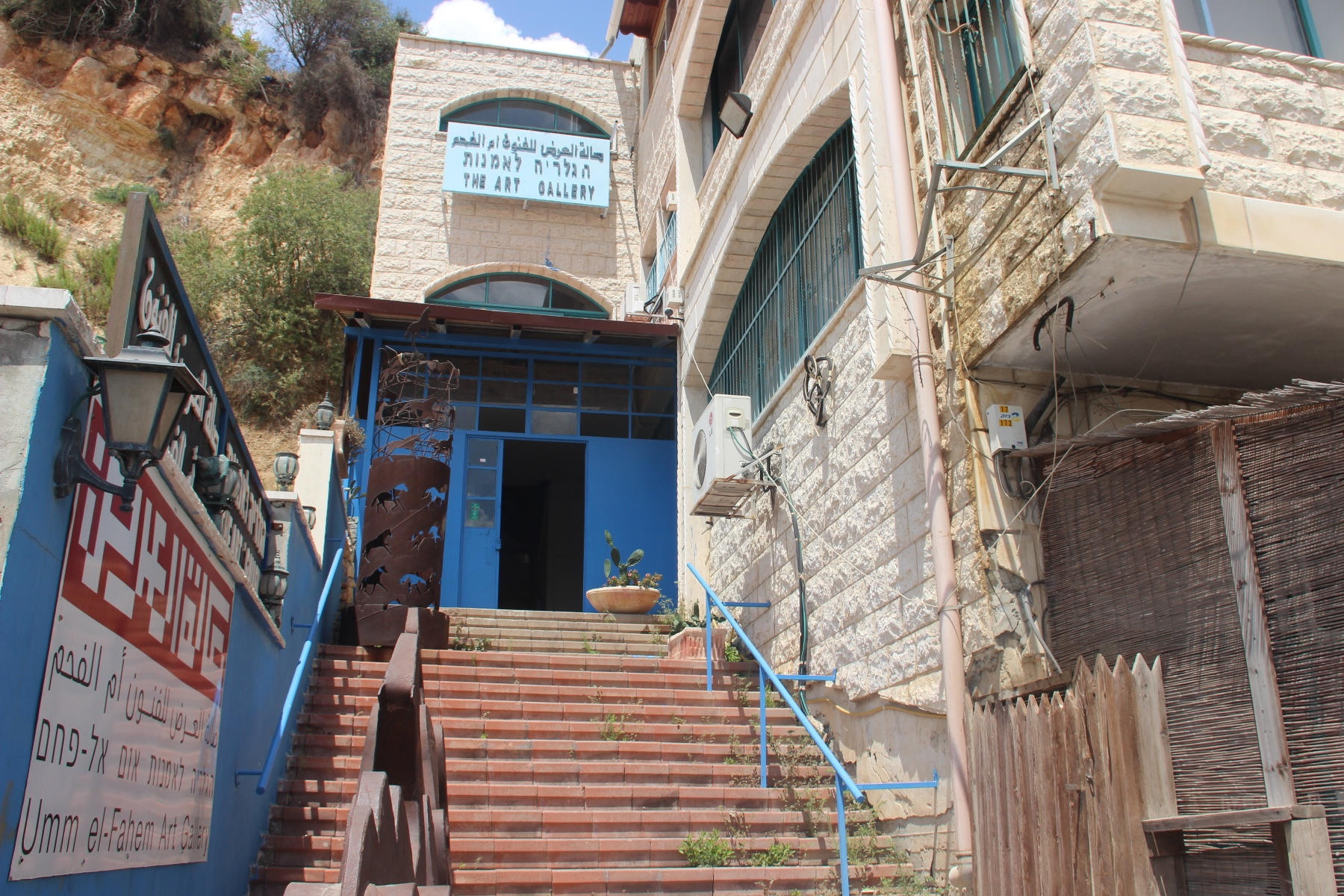
معرض أم الفحم للفنون

في بداية عام 2012 عرض متحف تل أبيب للفنون بالتعاون مع معرض الفنون في أم الفحم معرضًا استعاديًا للفنان العربي الإسرائيلي وليد أبو شقرة. تنظيم العرض من قبل الإسرائيلي اليهودي إيريث هدار وشقيق وليد فريد أبو شقرة. ولد وليد أبو شقرة في أم الفحم عام 1946 ويقيم الآن في لندن ويظهر المعرض الروابط القوية التي تربطه بمسقط رأسه. يشير اسم المعرض "منارة البطن" إلى تلة بالقرب من مسقط رأسه والتي أصبحت بسبب موقعها الاستراتيجي موقعًا لبرج مراقبة. وبسبب الانفجار السكاني في المنطقة اختفت المناظر الطبيعية الخلابة وأصبحت منحدرات تلة برج المراقبة مغطاة الآن بأحياء سكنية جديدة. وأعرب الفنان عن أمله في أن "يتمكن جميع أصدقائي وعائلتي وسكان القرية الذين جاؤوا لرؤية العمل من إظهار المزيد من الحب والجدية في موقفهم تجاه المناظر الطبيعية المتبقية في القرية" بفضل المعرض.
وكانت فكرة المعرض وتعاونه مع معرض أم الفحم للفنون ثمرة الصداقة بين مردخاي عومر المدير السابق لمتحف تل أبيب للفنون وعائلة أبو شقرة. توفي عمر قبل افتتاح العرض.

### مشروع متحف أم الفحم للفن المعاصر
في عام 1996 أسس سعيد أبو شقرة الأخ الثالث لعائلة أبو شقرة في مسقط رأسه أم الفحم المعرض الفني الوحيد للفن الفلسطيني والعربي في إسرائيل وهو الآن يخطط لتوسيعه. ويريد بناء متحف بالقرب من المدينة ليكون أول متحف للفن المعاصر في القطاع العربي في إسرائيل. ويصل حجم المشروع إلى 30 مليون دولار وهو لا يزال في مراحله الأولى. وفي مسابقة دولية أختير أمنون بار أور وليور تسيونوف وليور فيتكون وهم فريق من المهندسين المعماريين اليهود. وبمساعدة الأصدقاء الأميركيين لأم الفحم (أيه أف يو إيه أف) ومركز الشرق الأوسط للفنون (أم إيه سي أيه)قاموا بجمع الأموال لتأمين المرحلة الأولى من المشروع.
ولن يستضيف المتحف المعارض فحسب بل سيضم أيضًا أرشيفًا يجمع شهادات "شيوخ" العرب الذين شهدوا صراعات القرن العشرين. تكتب الشهادات الشفوية التي تتراوح من فترة الانتداب البريطاني إلى إنشاء الدولة الإسرائيلية والحروب العربية الإسرائيلية باللغات العربية والعبرية والإنجليزية و التقاط الصور الفوتوغرافية. أنشئت هذه اللجنة في عام 2008 و تسجل 250 شهادة حتى الآن توفي ثلثها منذ ذلك الحين. إلى جانب المتحف سيكون هناك فصول دراسية وقاعة محاضرات للطلاب العرب الإسرائيليين ومكتبة ومقهى. وقد بدأ المعرض الحالي بالفعل في اقتناء مجموعة للمتحف القادم من خلال التبرعات والهدايا. وبذلك أصبحت أعمال الفنانين أمثال فاطمة أبو رومي وعاصم أبو شقرة وتيسير بركات وعساف عفرون وخالد حوراني ومنشيه كاديشمان وسليمان منصور موجودة بالفعل في حوزتها. بالإضافة إلى الفن المعاصر سيعرض المتحف أيضًا أعمال التطريز العربية التقليدية من المنطقة المحلية.
وفقًا لصحيفة الغارديان يسعى سعيد أبو شقرة إلى إنشاء "مكان جذاب قادر على احتضان وإثراء وسد الفجوات وربط الثقافات المختلفة. كل هذا في قلب منطقة مضطربة منهكة من الحرب" حيث "تتاح للشعب اليهودي فرصة لمس آلام وتاريخ وثقافة الشعب العربي"
وكان من المقرر افتتاح المشروع في عام 2013 ولكن ألغي بسبب نقص الميزانية عندما اكتشف الرعاة من دول الخليج أن الحكومة الإسرائيلية تدعم إنشاء المتحف. اضطر أبو شقرة إلى التخلي عن خطة بناء متحف جديد. ويحاول حاليًا الحصول على اعتراف رسمي كمتحف في المبنى الحالي للمعرض الذي تبلغ مساحته 1700 متر مربع.

## المعارض
في عام 1996 وبعد 25 عاماً من الخدمة في الشرطة قرر سعيد أبو شقرة افتتاح أول معرض فني في إسرائيل مخصص بالكامل للفن الفلسطيني المعاصر في مسقط رأسه أم الفحم وهو معرض أم الفحم للفنون. ومع ذلك بالإضافة إلى الفنانين الفلسطينيين والعرب يعرض المعرض أيضًا أعمال فنانين يهود وأجانب. وبالفعل عندما عرضت يوكو أونو أعمالها الفنية في المعرض في عام 1999 لفتت المؤسسة انتباه الرأي العام. وبحسب هيئة الإذاعة البريطانية (بي بي سي) أرادت الفنانة اليابانية "إضفاء التوازن" من خلال عرض أعمالها في متحف إسرائيل في القدس. لا يزال بعض أعمالها الفنية معروضًا في المعرض الدائم للمعرض.
تعمل المعرض بشكل أساسي على الترويج للمعارض المؤقتة التي تتناول مجموعة واسعة من المواضيع ولكن في بعض الأحيان مع التركيز بشكل خاص على الذاكرة وتاريخ المنطقة. ويأتي هذا تماشياً مع مشروع إنشاء أرشيف لجمع الشهادات الفلسطينية الذي بدأ عام 2008 (انظر مشروع متحف أم الفحم للفن المعاصر ). بالإضافة إلى المعارض والأرشيف يقدم المعرض ندوات وأنشطة وورش عمل تعليمية حول مواضيع مثل الفن ولكن أيضًا قضايا حساسة مثل دور المرأة أو الأطفال المعرضين للخطر.
تشتهر مدينة أم الفحم أكبر مدينة عربية في إسرائيل بالإسلام المحافظ لكن سعيد أبو شكران يقول إنه لا يواجه أي مشاكل مع أي شخص في المدينة. لا يعرض أي من المعارض أي عُري وتدعو المعرض الزعماء الدينيين في المدينة إلى افتتاح معارضها.
في عام 2010 أسس الفنان الفلسطيني أحمد كنعان ورائد الأعمال الإسرائيلي اليهودي أمير نيومان أهوفيا ويائير روثمان صالون يافا للفنون. قاموا بالتخطيط له في البداية كمعرض معاصر واستضافته بلدية تل أبيب-يافا وقد أثبت شعبيته الهائلة وتحول إلى معرض راسخ. يقع المعرض في مستودع قديم في ميناء يافا. من عام 2010 إلى عام 2011 استضافت المعرض عروضًا لفنانين فلسطينيين مختلفين من داخل الأراضي الإسرائيلية ومن خارج الخط الأخضر ومن غزة. منذ عام 2012 افتتح صالون الفن ويقدم عروضًا لفنانين يهود إسرائيليين وعرب.

### معارض الفنانين الفلسطينيين في مناطق خارج الشرق الأوسط
- "صنع في فلسطين" متحف ستيشن هيوستن (مايو-أكتوبر 2003) [47]
- «الفضاء المحتل–الفن من أجل فلسطين» جاليري ٢٧ لندن (١٥-٢٠ مايو ٢٠٠٦)
- مساحة محتلة 2008-الفن من أجل فلسطين غرف الفسيفساء لندن (31 أكتوبر - 15 نوفمبر 2008)[48]
- "جمانة إميل عبود" مركز البلطيق للفن المعاصر جيتسهيد (مايو-أكتوبر 2016)[49]
- "شظايا فلسطين" معرض P21 لندن (15-23 مارس 2024)[50]
- ' الحمض النووي : قانون الحياة والهوية منطقة الفن فلسطين ( 14.11.2024-عرض فني مستمر)[51]

### الفنانون الفلسطينيون في العالم العربي
نشأ الفنانون الفلسطينيون في العالم العربي من الثقافة الفلسطينية التي تبلورت في مخيمات اللاجئين بشكل رئيسي في لبنان والأردن وكانوا من أوائل من طرحوا رؤية للفن الفلسطيني المعاصر. ومع تزايد مركزية السلطة الفلسطينية للقومية الفلسطينية انخفض عددهم وتأثيرهم في مجال الفن الفلسطيني وأصبح الفنانون الفلسطينيون في الشتات في أوروبا والولايات المتحدة بارزين بشكل متزايد.
نشأ الفنانون الفلسطينيون في العالم العربي من الثقافة الفلسطينية التي تبلورت في مخيمات اللاجئين بشكل رئيسي في لبنان والأردن وكانوا من أوائل من طرحوا رؤية للفن الفلسطيني المعاصر. ومع تزايد مركزية السلطة الفلسطينية للقومية الفلسطينية انخفض عددهم وتأثيرهم في مجال الفن الفلسطيني وأصبح الفنانون الفلسطينيون في الشتات في أوروبا والولايات المتحدة بارزين بشكل متزايد.
ومن بين هؤلاء الفنانين الذين عرضت أعمالهم في معرض صنع في فلسطين الذي جال في الولايات المتحدة في عام 2005 مصطفى الحلاج.
وُلِد الحلاج في ما يُعرف الآن بإسرائيل وهو معروف في جميع أنحاء العالم العربي حيث وُصف بأنه "الفنان الأكثر شهرة في سوريا" و"أيقونة الفنون الرسومية العربية المعاصرة". توفي الحلاج في عام 2002 في حريق بمنزله أثناء محاولته إنقاذ أعماله الفنية. في صورة ذاتية كإله وشيطان وإنسان يستخدم الحلاج صفوفًا من الصور المتداخلة والنقوش المعقدة التي استغرق إكمالها 10 سنوات لتقديم "رواية ملحمية لتاريخ الفلسطينيين من القرن الحادي عشر قبل الميلاد إلى الوقت الحاضر".
ومن بين هؤلاء الفنانين جوليانا سيرافيم التي كانت من بين الموجات الأولى من اللاجئين الفلسطينيين الذين هجروا قسراً إلى بيروت لبنان في عام 1952. بعد دراستها في الأكاديمية اللبنانية للفنون الجميلة اكتسبت شهرة كبيرة بلوحاتها التي تأثرت بشكل كبير بالحركات الروحانية والسريالية . كانت عضواً في فرقة فناني رأس بيروت.

### الفنانون الفلسطينيون في الولايات المتحدة وأوروبا

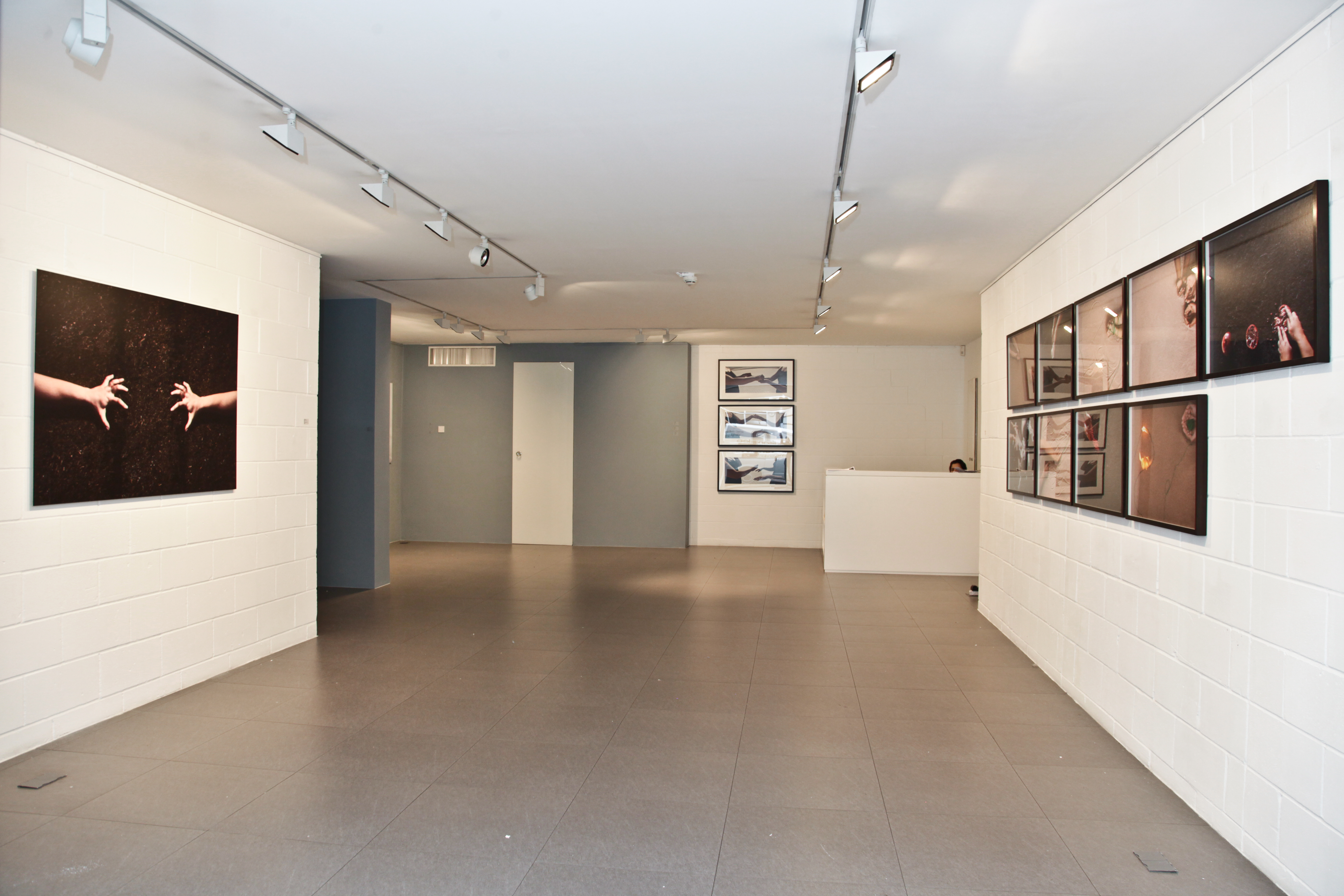
معرض فردي للفنانة سما الشعيبي بعنوان "لعبة المجموع الصفري" في لندن

يعيش ويعمل عدد من الفنانين الفلسطينيين البارزين خارج العالم العربي وتحديداً في الولايات المتحدة وأوروبا. ومن أبرز هؤلاء الفنانين المفاهيميين العالميين منى حاطوم المقيمة في لندن وإميلي جاسر المقيمة بين نيويورك ورام الله. يقيم رسامو الفن البارزون مثل جمانة الحسيني وكمال بلاطة وهاني زرب في فرنسا، في حين تقيم الرسامة التجريدية الرائدة سامية حلبي في نيويورك منذ أواخر سبعينيات القرن العشرين. كما أصبحت الفنانات الصاعدات في مجال الإعلام الجديد لاريسا صنصور (المقيمة في الدنمارك) وبيسان رافع (المقيمة في الولايات المتحدة وهولندا) وسما راينا الشعيبي (المقيمة في الولايات المتحدة) من الأسماء الجديدة في دائرة الضوء في الساحة الفلسطينية. لقد لعب هؤلاء الفنانون دورًا حاسمًا في تطوير وتوسيع الفن الفلسطيني المعاصر من خلال الدفع نحو قبول السرد الفلسطيني في عالم الفن السائد مع أن العداوات الواضحة والخلافات والنكسات بسبب الرقابة الصارخة والسياقات السياسية المختلفة. وفي حين ظل موضوع فلسطين يشكل أهمية قصوى بالنسبة لهؤلاء الفنانين وخاصة في ضوء المنفى القسري فقد حافظ العديد منهم في الشتات على مناهج متطورة وحصلوا على اعتراف بالطرق الجديدة والمبتكرة التي يتعاملون من خلالها مع تاريخ فلسطين المعقد وواقعها الحالي ومستقبلها غير المؤكد.

## المجموعات
تأسس حوش الفن الفلسطيني عام 2004 وافتتح أول معرض له في القدس الشرقية عام 2005. وقد عرضت صالة الحوش أعمال الفنانين حسن حوراني وفيرا تماري وسليمان منصور وآخرين.
تأسست دارة الفنون مؤسسة خالد شومان عام 1988 ولها اليوم 6 مواقع في عمان. أنشأت دارة الفنون منصة للفنانين الفلسطينيين والعرب لعرض فنهم والتعبير عن أنفسهم وعرضت أعمال سهى شومان وآدم حنين وفريد بلكاهية وإميلي جاسر وغيرهم الكثير.
مجموعة هشام الخطيب كانت مشروعًا للراحل هشام الخطيب حيث قضى سنوات في جمع اللوحات والتحف والمخطوطات الفلسطينية والعربية وغيرها الكثير ونشر 7 كتب بما في ذلك "القدس وفلسطين والأردن : في أرشيف هشام الخطيب" "الكتب المطبوعة والمخطوطات القيمة في مجموعة الخطيب" "الأرض المقدسة : فلسطين ومصر في عهد العثمانيين" وغيرها.

## سوق الفن
في عام 2009 قام ستيف سابيللا بالبحث حول القيمة النقدية للفن الفلسطيني من وجهة نظر مالية كجزء من أطروحته للماجستير في معهد سوثبي للفنون في لندن. وقد حلل كيف يحتاج الفنانون الفلسطينيون إلى التواصل مع المؤسسات الثقافية والمنسقين المؤثرين لتحقيق الاعتراف الدولي والنجاح في سوق الفن خارج فلسطين. وأصبحوا بمثابة الوسطاء والرابط بين الفنانين والعالم الخارجي.
وبحسب صحيفة نيويورك تايمز في عام 2013 فإن هواة جمع التحف الفنية يتجهون إلى الفن الفلسطيني لأن أسعاره لا تزال منخفضة نسبيا وتتراوح بين 500 دولار إلى 10 آلاف دولار. وقد نُقل عن يائير روثمان وهو رجل أعمال فني إسرائيلي قوله إن "الأسعار تضاعفت بالفعل ثلاث مرات خلال السنوات الثلاث أو الأربع الماضية ولكن لا يزال هناك مجال للزيادة".

## فنانين بارزين
أمية جحا وتيسير بركات وتيسير البطنيجي  وعابد عبدي أبو سميحة ناجي العلي وكمال بلاطة ونصر عبد العزيز عليان وإبراهيم غنامومصطفى الحلاج وحسن حوراني ومنى حاطوم وإميلي جاسر وساري إبراهيم خوري وبيسان رافع وسليمان منصور وعبد الحي مسلموإسماعيل شموط وشريف واكد وهشام زريق وسامية حلبي وجمانة الحسيني وسما رينا الشيبي وستيف سابيلا ومروان عيسى ونبيل عناني وعبد الرحمن المزين وخالد حوراني وهاني زعرب وعامر الشوملي تمام الأكحل ونقولا الصايغ ورؤى جديدة و ليلى الشوا.

## قراءة إضافية
- بولاتا، كمال (2012): بين المخارج: لوحات هاني زرب(ردمك 1907317910)
- مخول، بشير وهون، جوردون (2013): أصول الفن الفلسطيني، مطبعة جامعة ليفربول(ردمك 9781846319525)
- بولاتا، كمال (2009): الفن الفلسطيني: من عام 1850 إلى الوقت الحاضر(ردمك 0-86356-648-0)
- أرشيف الملصقات الفلسطينية [1]
- حلبي، سامية (2001): "فن التحرير في فلسطين: الرسم والنحت الفلسطيني في النصف الثاني من القرن العشرين"(ردمك 978-0-9793073-0-0)
- فرحات، ميمنة (2008): "كشف الأسرار" [2]
- فرحات، ميمنة (2012): "حول "فن التحرير" والجماليات الثورية: حوار مع سامية حلبي" [3]
- فرحات، ميمنة (2009) فنانو غزة تحت النار [4]
- سليتين، ماريون (2015)، "غزة : quand l'art remplace lesarmes"، في مجلة الشرق الأوسط، العدد 25، يناير 2015
- سليتين ماريون، (2013) "الفن الفلسطيني المعاصر « خارج الجدران ». Le cas de Londres." في أورينت 21، 13 كانون الأول (ديسمبر) 2013 [5]
- سليتين، ماريون (2013)، الاحتلال الفني. "Le Prix du Jeune Artiste de l'Année" [YAYA] (فلسطين)، في BONNEFOY Laurent، BURGAT François et CATUSSE Myriam، Jeunesses Arabes du Maroc au Yémen. لويسير، الثقافات والسياسة، لا ديكوفرت، باريس، 2013

## روابط خارجية
- المرونة والضوء: الفن الفلسطيني المعاصر معرض عن الفن الفلسطيني المعاصر، يعرض في معرض ستوديو 3، كانتربري.
- الفنون الأدائية الفلسطينية: أخبار ومراجعات على IMEU.net
- الفنون البصرية الفلسطينية: أخبار ومراجعات على IMEU.net
- معرض هاجر للفنون
- الفن الفلسطيني في فلسطين-art.com
- آرت زون فلسطين
- ساحة الفن الفلسطيني في معرض الحوش ، منظمة مستقلة غير ربحية، تم تسجيلها رسميا في عام 2004 لتشكل نواة لمعرض وطني فلسطيني مستقبلي في القدس.
- مراجعات ونقاشات حول الفنانين الفلسطينيين بقلم سامية حلبي
- مركز خليل السكاكيني الثقافي ، منظمة مستقلة غير ربحية تعنى بالثقافة والفنون.
- الأكاديمية الدولية للفنون فلسطين ، مؤسسة رائدة في مجال التعليم الفني في فلسطين.
- نوافذ من غزة ، مجموعة فنية بارزة من غزة
- المعمل نسخة محفوظة 2020-06-01 على موقع واي باك مشين. ، أحد أوائل المساحات المخصصة للفن المعاصر في فلسطين، تأسس عام 1998
- مؤسسة عبد المحسن القطان ، مؤسسة ثقافية لها مساحات في الضفة الغربية ولندن ( قاعات الموزاييك )، وتقدم عدداً من المبادرات في كافة الأراضي المحتلة، وخاصة في غزة.
- صُنع في فلسطين نسخة محفوظة 2020-09-09 على موقع واي باك مشين. ، صفحة الويب للمعرض الرائد "صنع في فلسطين"، والذي تم تنظيمه وإدارته من قبل متحف ستيشن للفن المعاصر  [لغات أخرى]‏ في هيوستن، تكساس.
- معرض جامعة بيرزيت الافتراضي معرض افتراضي لمتحف جامعة بيرزيت الإثنوغرافي والفني
- معرض صندوق القدس، وهو معرض غير ربحي في واشنطن العاصمة، مخصص للفن الفلسطيني
- معرض أم الفحم ، معرض مخصص للفن الفلسطيني المعاصر يقع خارج مدينة حيفا بالقرب من الحدود بين إسرائيل والضفة الغربية.

1. ↑  "The Palestine Poster Project Archives". The Palestine Poster Project Archives. مؤرشف من الأصل في 2025-05-29.
2. ↑  "The Unearthing of Secrets" Retrieved 6.30.2012 نسخة محفوظة 2025-03-18 على موقع واي باك مشين.
3. ↑  "On 'Liberation Art' and Revolutionary Aesthetics: An Interview with Samia Halaby" Retrieved 6.30.2012 نسخة محفوظة 2017-01-06 على موقع واي باك مشين.
4. ↑  "Gaza's Artists Under Fire" Retrieved 6.30.2012 نسخة محفوظة 2025-04-28 على موقع واي باك مشين.
5. ↑  "L'Art contemporain palestinien hors les murs - le cas de Londres". 13 ديسمبر 2013. مؤرشف من الأصل في 2020-09-19.